# مینداوگاس ونکایتیس
مینداوگاس ونکایتیس (به انگلیسی: Mindaugas Venckaitis،  زادهٔ ۱۷ سپتامبر ۲۰۰۱) یک کشتی‌گیر فرنگی‌کار اهل کشور لیتوانی است. وی سابقه حضور در المپیک ۲۰۲۴ پاریس را دارد.